# Steyr IWS ATS
Steyr IWS ATS — система вооружения использующее в качестве основного огневого средства крупнокалиберное полуавтоматическое ружьё Steyr IWS 2000, оснащённого многоканальным оптическим прицельным приспособлением. В систему входят дополнительные устройства: связи, наблюдения, интеграции в систему управления боем. Использует ту-же номенклатуру боеприпасов что и Steyr IWS 2000.
В систему входят средства поверки, калибровки и сервисного обслуживания оружия.

## Расчёт комплекса
В состав расчёта входят три человека: стрелок, наблюдатель (командир) и оператор (стрелок-связист). Необходимость увеличения расчёта была вызвана увеличением объёма выполняемых задач и количества оборудования в комплексе.
Существует упрощённые вариант применения: ATR, с традиционным расчётом из двух человек: стрелка и наблюдателя.

## Ружьё ATS/ATR
В механической части ружьё повторяет или очень близко к IWS 2000.
В состав оружия введены датчики для контроля состояния и повышения кучности оружия, данные с которых обрабатывает контроллер в составе прицельного комплекса.
Имеется несколько точек/узлов электронного управления параметрами стрельбы: в основном связанные с работой гидросистемы ружья.
Обслуженное оружие ATS/ATR имеет более высокие показатели кучности чем IWS 2000.
Визуально отличить «классический» IWS 2000 от ATS/ATR возможно по прицельному комплексу — он имеет значительно больший размер, по сравнению с традиционным.

## Прицельный комплекс
Прицельный комплекс включает в себя двухканальный оптический прицел с баллистическим вычислителем и контроллером оружия. Оптический канал сквозной, что позволяет использовать систему, хоть и с ограничениями, при неисправности или отсутствия питания электронной системы. Используется прицел переменной кратности, по разным сведениям, с увеличением 5-32 крат.
Инфракрасный канал цифровой с дополнительной обработкой изображения и передачей — обработкой шаблонов коррекции изображения с неохлаждаемой матрицей 640х512 для прицела и охлаждаемая для приборов наблюдения.
В состав комплекса входит прибор целеуказания — подсветки целей.
С помощью комплекса возможно получение и передача целеуказаний в рамках как расчёта так и системы управления боем в целом.
Прицельный комплекс позволяет вести стрельбу без непосредственного наблюдения цели, по переданным целеуказаниям в привязке к системе позиционирования (как локальной, так и глобальной) и ориентирам.

## Другие средства
В состав комплекса входят: основная и вспомогательная станция наблюдения, набор выносных датчиков и средства связи.
Станция наблюдения дублирует ряд функций прицельного комплекса винтовки. Анонсирована возможность передачи целеуказаний с прицельным комплексом.
Дополнительная станция (не входит в состав комплекта ATR) частично повторяет функционал основной, при этом ряд функций (в частности, подсветка целей, передача шаблонов и коррекция изображения) отсутствуют.
Система датчиков представляет собой набор интеллектуальных унифицированных датчиков собранных в «станции»: метеостанция + виброакустический канал или только виброакустическая станция. Станции самоорганизуются посредством низкоскоростной mesh-сети при включении питания. Помимо функций необходимых для ведения стрельбы могут выполнять задачи охраны периметра.
Автономность всего комплекса средств - до 14 суток.
С 2016 года в ряде презентаций фигурирует дрон — квадрокоптер, как неотъемлемая часть сценариев применения. Дрон входит в состав системы или является приданным средством — на этот вопрос прямого ответа нет.

## Поражаемые объекты
Основными поражаемыми объектами, с сортировкой по дальности, являются.:
- На дистанции от 500 м: бронетехника и защищённые объекты.
- На дистанции 1000 м: легкобронированная техника и защищённые объекты, штурмовые бронированные вертолёты
- На дистанции 1500 м: транспортные средства доставки и снабжения, технические средства противника.
- На дистанции 2000 м: транспортные и лёгкие вертолёты, дроны, живая сила в защитном снаряжении.
- На дистанции 2500 м: пехота противника, незащищённые технические средства.

Отмечается высокое запреградное действие и хорошее пробитие строительных конструкций зданий и сооружений, как дополнительный положительный фактор при бое в застройке.
По сравнению с классическим IWS 2000 появились упоминания о возможности применения ружья против хорошо бронированных целей (танков) на ближнем рубеже от 500 м. Расширены дистанции поражения для некоторых целей, перенесены на 500 м. В ряде материалов упоминается о новых боеприпасах с рубежами применения +500м к существующим.

## Сценарии применения
Основные сценарии применения:
- в составе автономных снайперских и диверсионно-разведывательных групп;
- в составе автономных групп в расположении своих войск;
- в составе линейных частей, как средство усиления.
- как штатное средство в составе организационно-штатной структуры уровня роты/батальона.

## Перспективы развития
Компания Steyr тему гладкоствольного ружья не забрасывает, но и не продвигает активно. Ведутся работы по новым боеприпасам. Очевидно, что тема будет развиваться и далее, по большей части, именно как концепт с небольшими партиями.